# Juliet O'Hara
Juliet Lynn O'Hara Spencer plus généralement appelé Juju est un personnage de la série télévisée américaine, Psych : Enquêteur malgré lui. Elle est interprétée par l'actrice Maggie Lawson et doublée en version française par Laura Blanc.

## Biographie
Juliet O'Hara apparaît à partir du deuxième épisode de la série comme une inspectrice débutante récemment transférée remplaçant Lucinda Barry comme coéquipière de l'inspecteur principal Carlton Lassiter (Timothy Omundson).
Elle a grandi dans une famille entourée de frères et selon ce qu'elle montre, elle est proche de ses parents et des autres membres de sa famille. Malgré son nom d'origine irlandaise elle est en réalité des Îles Malouines.
Elle a suivi des études de criminologie pour devenir un jour inspecteur de police. C'est son frère aîné Ewan (John Cena), soldat de l'armée qu'elle a dû arrêter quand il a essayé d'assassiner un tueur pour protéger l'armée dans l'épisode 10 de la quatrième saison, qui l'a encouragée pour devenir lieutenant.
Lors de son arrivée au département de police, ses collègues ne la prennent pas assez au sérieux en raison de son jeune âge, mais au fur et à mesure de la série, elle acquiert davantage de responsabilités et de respect. Elle sera responsable en l'absence de Lassiter et du Chef Karen Vick et l'obtention de sa première attribution (secrète) d'inspecteur l'aidera à avoir confiance en elle. Elle devient donc par la suite plus sûre d'elle et plus affirmative avec Lassiter ce qui imposera un respect mutuel entre eux.
Juliet est le contraire de Lassiter puisqu'elle est douce et compatissante en contradiction avec le style brusque, rigide de celui-ci. Elle lui rappelle souvent d'être plus sensible avec les médias, les victimes et les témoins de leurs affaires.
Elle est aussi, à la différence de Lassiter, amicale avec Shawn Spencer et Gus et se montre disposée pour travailler avec lui et Gus. Cependant, au début Juliet est surprise par Shawn le prenant pour un ahuri, mais elle a lentement gagné du respect pour lui. Puis par la suite, on peut constater une évolution dans leur relation devenant très amicale puis flirtant légèrement.

## Relation avec Shawn Spencer

### Première saison
Lors de la première saison, on peut voir un début de romance entre Juliet et Shawn qui se rapproche intimement petit à petit à chaque enquête de manière lente mais assez démonstrative selon la situation. Shawn et Juliet sont 100 % compatibles, selon un test lors d'un speed dating.

### Deuxième saison
Dans l'épisode 6, Shawn engagé provisoirement dans un journal écrit dans la rubrique horoscope du jour un message sous le signe de Juliet disant " l'homme de votre vie vous apparaîtra avec un t-shirt vert et une pomme dessiné dessus". Plus tard dans l’épisode Shawn apparaît avec le t-shirt qu'il a décrit dans le message le mettant bien en évidence au moment où Juliet l’aperçoit mais il joue l'indifférence devant la réaction de Juliet qui trouve ça étrange et semble un peu perturbée par ce signe.
Dans l'épisode 9, Shawn essaye d'embrasser Juliet, elle ne se détourne pas de ses lèvres. Après cela, Juliet exécute immédiatement un exercice de levée du stress (monter et remonter son arme de service) plus des sourires de Shawn quand il s'éloigne, ces deux implications montrent là qu'ils sont intéressés l'un par l'autre.

### Troisième saison
À la fin de l'épisode 2, Shawn rejette une ancienne petite amie en regardant significativement dans la direction de Juliet.
Dans l'épisode 7, Shawn prépare un dîner romantique pour lui et Juliet, avec de la musique, des bougies et des fleurs. Lorsque Juliet arrive, elle pense qu'elle l'interrompt lui et quelqu'un d'autre. Vers la fin, Shawn et Juliet partent faire du patin seuls à la patinoire.
Bien que Juliet ait un rendez-vous avec Cameron Luntz dans l'épisode 8, on peut voir qu'elle a clairement de la compassion pour Shawn. Après son rendez-vous annulé avec Luntz (il essaye de se débarrasser de l'odeur imprégnée sur lui après que Shawn l'a envoyé dans les égouts), elle se rend au bureau de Shawn. Et tous les deux prennent un temps pour une promenade.
Dans l'épisode 9, Shawn, en discutant d'une ex avec Juliet, lui dit : "ne t'inquiète pas, elle était importante avant que je ne te rencontre". Juliet insiste pour que ce soit sans rapport, signifiant que de son point de vue il n'y a aucune relation entre eux. Shawn, cependant, ne semble pas convaincu.
Dans l'épisode 10, Juliet parle à une ancienne employée de l'aquarium qui lui demande s'il y a quelque chose entre elle et Shawn parce qu'elle aimerait un rendez-vous avec lui. La réaction de Juliet implique qu'elle a des sentiments non encore dévoilés pour Shawn.
À la fin de l'épisode 13, on peut voir Juliet sourire avec joie et fierté lorsqu'elle voit Shawn entraîner une équipe de football sur le terrain, mais elle le cache rapidement quand elle remarque que Gus la voit.
Dans le dernier épisode (le 16e), Juliet demande finalement à Shawn un rendez-vous. Malheureusement, Shawn lui dit que le choix du rendez-vous lui est impossible. En effet, il a déjà un rendez-vous avec son ancienne petite amie de lycée, Abigail. Quand Shawn explique la situation, Juliet comprend et l'embrasse sur la joue. Shawn est évidemment affecté par ce baiser, mais rejoint Abigail et semble tout à fait prêt pour continuer cette relation. Cependant, Gus agit comme un chaperon pour Shawn et son rendez-vous avec Abigail, les raisons de Shawn à Gus sur le fait d'être protecteur de la voiture de fonction, mais en apparence Gus suggèrent que Shawn puisse avoir consenti à sa présence en raison de ses sentiments pour Juliet.

### Quatrième saison
Dans le 1er épisode, Shawn ne sait pas comment réagir vis-à-vis de Juliet, puisqu'il sort avec Abigail et qu'il se sent mal. Il lui dit : "je refuse d'être dans une relation inconfortable avec toi". Shawn dit aussi qu'il est "parfaitement capable de garder leur amitié platonique. Juliet répond,"Bien, je le suis aussi." Quand elle s'éloigne, Shawn se pose la question, "mais comment ?" 
Ils partent ensuite en promenade romantique, indiquée par Juliet, sur un pont dominant un lac.
Dans l'épisode 3, Juliet remarque quelque chose que Shawn dit, auquel celui-ci lui cligne de l'œil. Juliet sourit, mais regarde rapidement par terre, impliquant qu'elle est embarrassée.
Dans l'épisode 6, Juliet dit à Shawn que les forces extérieures sont contre eux... afin de lui faire comprendre qu'il se rapproche de Juliet. De même qu'ils semblent être sur le point de s'embrasser et elle lui demande, "Shawn, que fais-tu?" Shawn ne répond pas à la question, indiquant un indice qu'il était en train de regarder. Quand Raj et Juliet ont un rendez-vous, Shawn, observant d'une voiture, est clairement jaloux de Raj lorsqu'il commence à tenir la main de Juliet. Aussi, à la fin de l'épisode, Shawn sauve Juliet d'un suspect instable la menaçant avec un couteau. Abigail dit à Shawn qu'elle a été très impressionnée qu'il sauve une collaboratrice aléatoire comme ça (en parlant de Juliet). Shawn répond à Abigail qu'elle n'est pas une collaboratrice aléatoire, regardant Juliet quand il le dit. Shawn se corrige alors rapidement, disant qu'il le ferait pour quelqu'un d'autre, mais Abigaïl n'adhère pas mais n'en rajoute pas.
Dans l'épisode 9, Shawn afin d'aider la police à découvrir où les suspects le gardent, il dit à un des ravisseurs qu'il a une petite amie nommée Abigail et qu'il voudrait l'appeler pour dire au revoir avant qu'ils ne le tuent. Shawn appelle alors Juliet et donne des indices d'où il est retenu. Le ravisseur dit à Shawn de dire « à Abigail » qu'il l'aime. Shawn le fait et Juliet répond en disant, « Shawn, je pense, je ... », mais Shawn l'interrompt pour dire « au revoir, Abigail ». Juliet est clairement embarrassée. Plus tard dans l'épisode, Shawn discute avec Gus de la possibilité que Juliet allait lui dire "je t'aime". Bien que Gus dise qu'elle faisait juste ce qu'elle avait à faire, Juliet n'a pas clairement su la situation dans laquelle Shawn était quand il a appelé et pourrait avoir pensé qu'il était sérieux.
Dans l'épisode 10, le frère de Juliet, Ewan O'Hara, révèle que Juliet a dit beaucoup de bonnes choses de Shawn. Plus tard, Ewan dit explicitement que Juliet « aime Shawn voir beaucoup » et il met son approbation sur Shawn aussi. Malgré beaucoup de tension entre Shawn et Juliet dans cet épisode, leur relation est de nouveau relancée quand Abigaïl part pour l'Ouganda.
Dans l'épisode 12, Shawn aide Juliet à retrouver son ancien petit ami d'université, Scott, qui s'avère être dans la protection de témoin. Malgré une certaine maladresse des affaires avec le criminel et jalousie de Shawn envers Scott, il l'aide à mettre en prison le criminel pour ne pas nuire à Scott. Scott n'est donc plus en danger, lui et Juliet ont pris des chemins séparés, mais consentent à se revoir dans un an.
Dans l'épisode 13, Juliet est exposé au virus Thornburg et Shawn va tout faire pour trouver à la cachette du suspect pour aller chercher l'antidote. Shawn explique à Gus, que la menace de la mortalité de Juliet lui a fait se prendre conscience qu'il n'a pas autant de temps comme il le pensait et doit lui dire absolument ce qu'il ressent. Gus essaye alors de les informer tous les deux sur le fait que Juliet n'a pas contracté le virus mais Shawn essaye d'aller jusqu'au bout de sa résolution. Il hésite en fin de compte et échoue d'avouer à Juliet ce qu'il ressent. Il n'aura pas la possibilité de se reprendre puisque immédiatement après Lassiter entre dans la pièce, tuant le moment.
Dans le dernier épisode (le 16e), le tueur en série, enlève Juliet et Abigail, qui revient juste de l'Ouganda. Le tueur force Shawn à choisir une d'entre elles pour être sauver. Juliet essaye alors de dire à Shawn qu'il peut sauver Abigaïl mais le tueur coupe la conversation. Shawn sauve Abigail et envoie Gus avec Lassiter pour sauver Juliet. Les deux femmes sont donc sauvées mais Abigail dit à Shawn qu'il ne peut pas jouer avec le danger et décide de se séparer de lui. Cela donne alors à Shawn une chance de nouer une relation plus forte avec Juliet.

### Cinquième saison
Dans l'épisode 1, Shawn tente de convaincre Juliet de revenir travailler au commissariat et de reprendre son ancien poste. Shawn lui rend donc visite plusieurs fois à son nouveau travail à la mairie. Puis, il réussit à la convaincre.
Dans l'épisode 8, Shawn demande à Juliet de l'accompagner à un mariage mais Juliet refuse car elle a un rendez-vous avec un autre homme, Declan. Elle sort avec lui à la fin de l'épisode. Tout au long de l'épisode, Shawn montre de la jalousie envers Declan.
Dans l'épisode 9, Shawn avoue ses sentiments pour Juliet à Gus. Cette dernière entend tout. À la fin, Juliet et Shawn s'embrassent et sont finalement interrompus par Gus et Declan, le nouveau copain de Juliet.
Dans l'épisode 10, Shawn et Juliet essaient de parler de ce qui s'est passé mais ils ne peuvent pas à cause de l'enquête. Plus tard, ils se retrouvent pour en discuter. Dans un premier temps, elle le repousse considérant qu'ils ne seront « jamais en phase ». Shawn lui explique alors ses sentiments et ils s'embrassent.

### Sixième saison
Dans le premier épisode, Carlton a des soupçons sur la relation qu'entretiennent Shawn et Juliet. Il demande au chef Vick de changer de coéquipière mais sa requête est rejetée. Lors de l'enquête Shawn passe au détecteur de mensonge et se retrouve à déclarer devant Juliet, Carlton, Gus, son père et le chef Vick son amour pour elle.
Dans le deuxième épisode, Shawn, saoul, demande à Juliet de venir vivre chez lui mais le lendemain il n'en a aucun souvenir. Ils en discutent et, Shawn ne se sentant pas prêt, repoussent leur vie à deux.
Dans le neuvième épisode, Shawn et Juliet partent en week-end. Shawn tente à plusieurs reprises de contacter Gus pour lui dire une chose importante. Mais ce dernier découvre une bague dans les affaires de Shawn et comprend que son meilleur ami entrevoit la possibilité de se marier. Finalement, Shawn repousse cette demande.
Dans le dernier épisode, Shawn croyant Juliet en danger, s'installe chez elle « provisoirement ». Après avoir discuté de la situation, Juliet lui propose de ne plus jamais partir de chez elle. En ne répondant pas, elle comprend qu'il accepte.

### Septième saison
Dans l'épisode 2 de cette saison Shawn se montre jaloux quand Juliet est en mission d'infiltration de la police au risque de tout faire rater car elle a des rendez-vous avec des hommes. Shawn finit par accepter de vivre avec Juliet et ils emménagent ensemble. Shawn dit "mon chez moi sera là où tu es, Juju." Leur relation prend un nouveau tournant.
Dans l'épisode 7 au mariage de Carlton et Marlowe, Juliet découvre un papier dans la poche de la veste de Shawn lui faisant avouer qu'il n'est pas un médium. En colère et triste elle lui jette un verre au visage et rompt avec lui.
Dans l'épisode  9 Shawn est encore amoureux de Juliet et fera tout ce qu'il peu pour la récupérer. Même essayer de faire fuir les nouvelles colocataires.
Dans l'épisode 10 ou Shawn tente de devenir Maire, ils partagent une danse et Juliet finit par avouer qu'elle a encore des sentiments pour Shawn mais qu'elle veut qu'il dise tout au chef Vick. Shawn refuse, ne voulant pas tout perdre.
Dans le même épisode, par amour pour Juliet, Shawn décide tout de même d'aller tout expliquer à la chef. Juliet arrive au moment où il allait tout dévoiler faisant en sorte qu'elle soit accusée à sa place pour qu'il ne perde pas tout.
Shawn et Juliet sont réconciliés et vivent de nouveau dans leur maison, cependant Juliet n'a pas encore confiance.
Par la suite ses sentiments seront plus fort que la trahison et Shawn et Juliet vont se remettre ensembles.
Shawn finira par demander la main de Juliet, prenant ses responsabilités et devenant plus mature pour la femme qu'il aime.
La huitième saison s'arrête sur leur demande en mariage.

### Psych The Movie
A la fin du film Shawn et Juliet se marient.

## Sources
- (en) Cet article est partiellement ou en totalité issu de l’article de Wikipédia en anglais intitulé « Juliet O'Hara » (voir la liste des auteurs).

1. 1 2 3 4  (en) « Maggie Lawson - Internet Movie Firearms Database - Guns in Movies, TV and Video Games », sur imfdb.org (consulté le 23 mars 2023).